# Угольная (бухта)
Угольная — бухта Анадырского залива Берингова моря. Административно относится к Анадырскому району Чукотского автономного округа.
Находится на южном побережье Чукотки. Северным входным мысом является высокий, скалистый и обрывистый мыс Барыкова. В бухту Угольная впадают реки  Угольная и Лахтина. У северо-западной части бухты Угольная находится морской порт Беринговский и посёлок Беринговский. На побережье находится месторождение каменного угля, а также ископаемые меловые и третичные флоры.

## Исторические сведения
В 1826 году бухту Угольную посетил русский шлюп «Сенявин» под командованием Ф. П. Литке с целью описания и изучения берегов Берингова моря. В 1886 году здесь высадилась экспедиция под руководством капитана А. А. Остолопова на клипере «Крейсер», в бухте были обнаружены мощные пласты угля, это было отражено в дневнике капитана корабля:

В двенадцать с половиной часов пополудни <26 августа> открылась в береге значительная бухта; подойдя ко входному в неё с севера мысу, очень отвесному, я через этот мыс заметил на высотах осыпи, похожие на угольные пласты.
Обнаруженные запасы топлива впоследствии использовали суда, заходящие в бухту, которую поэтому и назвали Угольной.
Название бухты на географических картах было закреплено в 1901 году.